# František Šimůnek
František Šimůnek (ur. 2 grudnia 1910 w Zlatej Olešnice, zm. 17 lipca 1989 w Řendějovie) – czeski narciarz klasyczny reprezentujący Czechosłowację, srebrny medalista mistrzostw świata.

## Kariera
W 1932 wziął udział w igrzyskach w Lake Placid. Zajął tam ósme miejsce w kombinacji norweskiej oraz 23. miejsce w skokach narciarskich. Został zgłoszony do startu w biegach narciarskich, ale ostatecznie nie wystartował. Cztery lata później, podczas igrzysk olimpijskich w Garmisch-Partenkirchen był piąty w kombinacji, jedenasty w biegu na 18 km oraz piąty w sztafecie biegowej. Wziął także udział w igrzyskach olimpijskich w Sankt Moritz w 1948, zajmując 36. miejsce w kombinacji oraz 72. miejsce w biegu na 18 km techniką klasyczną.
W 1933 wystartował na mistrzostwach świata w Innsbrucku. Osiągnął tam największy sukces w swojej karierze – wspólnie z Vladimírem Novákiem, Antonínem Bartoňem i Cyrilem Musilem zdobył srebrny medal w sztafecie 4 × 10 km. Dwa lata później, na mistrzostwach świata w Wysokich Tatrach sztafeta czechosłowacka z Šimůnkiem w składzie zajęła piąte miejsce. Wraz z kolegami z reprezentacji powtórzył ten wynik podczas mistrzostw w Chamonix w 1937. Startował także na mistrzostwach świata w Lahti, zajmując 28. miejsce w kombinacji oraz 111. miejsce w biegu na 18 km stylem klasycznym.

## Osiągnięcia w biegach narciarskich

### Igrzyska olimpijskie
| Miejsce | Dzień       | Rok  | Miejscowość            | Konkurencja             | Wynik   | Strata | Zwycięzca        |
| ------- | ----------- | ---- | ---------------------- | ----------------------- | ------- | ------ | ---------------- |
| DNS     | 10 lutego   | 1932 | Lake Placid            | 18 km stylem klasycznym | 1:23:07 | –      | Sven Utterström  |
| DNS     | 13 lutego   | 1932 | Lake Placid            | 50 km stylem klasycznym | 4:28:00 | –      | Veli Saarinen    |
| 5.      | 10 lutego   | 1936 | Garmisch-Partenkirchen | Sztafeta 4 × 10 km      | 2:41:33 | +10:23 | Finlandia        |
| 11.     | 12 lutego   | 1936 | Garmisch-Partenkirchen | 18 km stylem klasycznym | 1:14:38 | +4:31  | Erik Larsson     |
| 72.     | 31 stycznia | 1948 | Sankt Moritz           | 18 km stylem klasycznym | 1:13:50 | +21:31 | Martin Lundström |

### Mistrzostwa świata
| Miejsce | Dzień     | Rok  | Miejscowość  | Konkurencja             | Czas biegu | Strata | Zwycięzca            |
| ------- | --------- | ---- | ------------ | ----------------------- | ---------- | ------ | -------------------- |
| 21.     | 13 lutego | 1931 | Oberhof      | 18 km stylem klasycznym | 1:23:43    | +9:28  | Johan Grøttumsbråten |
| 10.     | 10 lutego | 1933 | Innsbruck    | 18 km stylem klasycznym | 1:02:11    | +4:44  | Nils-Joel Englund    |
| 2.      | 12 lutego | 1933 | Innsbruck    | Sztafeta 4 × 10 km      | 2:49:00    | +8:34  | Szwecja              |
| 5.      | 18 lutego | 1935 | Vysoké Tatry | Sztafeta 4 × 10 km      | 2:42:30    | +11:59 | Finlandia            |
| 29.     | 14 lutego | 1937 | Chamonix     | 18 km stylem klasycznym | 1:11:21    | +10:32 | Lars Bergendahl      |
| 5.      | 18 lutego | 1937 | Chamonix     | Sztafeta 4 × 10 km      | 3:06:07    | +10:39 | Norwegia             |
| 111.    | 25 lutego | 1938 | Lahti        | 18 km stylem klasycznym | 1:09:37    | +8:13  | Pauli Pitkänen       |

## Osiągnięcia w kombinacji norweskiej

### Igrzyska olimpijskie
| Miejsce | Dzień     | Rok  | Miejscowość            | Konkurencja   | Wynik  | Strata | Zwycięzca            |
| ------- | --------- | ---- | ---------------------- | ------------- | ------ | ------ | -------------------- |
| 8.      | 11 lutego | 1932 | Lake Placid            | Indywidualnie | 446,00 | 70,70  | Johan Grøttumsbråten |
| 5.      | 13 lutego | 1936 | Garmisch-Partenkirchen | Indywidualnie | 430,30 | 36,00  | Oddbjørn Hagen       |
| 36.     | 1 lutego  | 1948 | Sankt Moritz           | Indywidualnie | 448,80 | 136,50 | Heikki Hasu          |

### Mistrzostwa świata
| Miejsce | Dzień     | Rok  | Miejscowość | Konkurencja   | Czas biegu | Strata    | Zwycięzca            |
| ------- | --------- | ---- | ----------- | ------------- | ---------- | --------- | -------------------- |
| 19.     | 13 lutego | 1931 | Oberhof     | Indywidualnie | 439,00 pkt | 64,60 pkt | Johan Grøttumsbråten |
| 34.     | 8 lutego  | 1933 | Innsbruck   | Indywidualnie | 454,1 pkt  | 104,3 pkt | Sven Selånger        |
| 9.      | 12 lutego | 1937 | Chamonix    | Indywidualnie | 427,60 pkt | 52,40 pkt | Oddbjørn Hagen       |
| 28.     | 27 lutego | 1938 | Lahti       | Indywidualnie | 432,60     | 64,90     | Olaf Hoffsbakken     |

## Osiągnięcia w skokach narciarskich

### Igrzyska olimpijskie
| Miejsce | Dzień     | Rok  | Miejscowość | Konkurencja       | Wynik | Strata | Zwycięzca   |
| ------- | --------- | ---- | ----------- | ----------------- | ----- | ------ | ----------- |
| 23.     | 12 lutego | 1932 | Lake Placid | Normalna skocznia | 228,1 | 44,9   | Birger Ruud |

### Mistrzostwa świata
| Miejsce | Dzień     | Rok  | Miejscowość  | Konkurs                         | Wynik      | Strata    | Zwycięzca      |
| ------- | --------- | ---- | ------------ | ------------------------------- | ---------- | --------- | -------------- |
| 51.     | 13 lutego | 1931 | Oberhof      | Skocznia normalna indywidualnie | 227,5 pkt  | ?         | Birger Ruud    |
| 74.     | 8 lutego  | 1933 | Innsbruck    | Skocznia normalna indywidualnie | 224,0 pkt  | 115,4 pkt | Marcel Reymond |
| 35.     | 13 lutego | 1935 | Vysoké Tatry | Skocznia normalna indywidualnie | 231,7 pkt  | 44,3 pkt  | Birger Ruud    |
| 28.     | 12 lutego | 1937 | Chamonix     | Skocznia normalna indywidualnie | 233,80 pkt | ?         | Birger Ruud    |